# Izaak (patriarcha Aleksandrii)
Izaak – chalcedoński patriarcha Aleksandrii w latach 941–954.